# Obol mrtvých
Obol mrtvých je mince, která byla kladena mrtvým do hrobu v důsledky víry v potřebu mrtvého zaplatit za převoz do podsvětí. Nejznámější příklad je řecký obolos, mince, kterou měl nebožtík zaplatit Charónovi za plavbu přes řeku Styx. Jedná se o velmi starobylý zvyk související s představou v oddělení světa živých a mrtvých řekou či oceánem, který nezávisle vznikl i v mimoevropských civilizacích.
Tento předmět je také nazýván viatikum, jelikož neměl vždy podobu mince. Příkladem jsou slitky mědi z italických hrobů okolo roku 1000 př. n. l., kousky drahého kovu či bronzové a železné rožně v keltských, etruských a řeckých hrobech.Mezi Kelty byl obol mrtvých rozšířen především v 1. století př. n. l., existují archeologické nálezy především ze západní části střední Evropy, ale také z Čech a Slovenska. U Germánů byla tato praktika vzácná, ale u Římanů poměrně častá.
Každá mince uložená v hrobě nemusí souviset s touto představou, může se jednat také o osobní majetek mrtvého, náhradu za naturální milodary nebo opatření proti vampirismu, jelikož existovala víra že mince v ústech zabraňuje v návratu mezi živé.

## Slované
Nejstarší oboly mrtvých u Slovanů pochází z avarsko-slovanských hřbitovů v panonské pánvi z 7.–8. století. Použity jsou především byzantské mince, jejich napodobeniny či zlaté plíšky. V čistě slovanském prostředí se viatikum objevuje až v 9. století při kostrových pohřbech, kdy byla do úst či do ruky vkládána mince. Tento zvyk nebyl u Slovanů původní, protože odporuje jejich původní představě o posmrtném splynutí duše s vesmírem. Viatikum se k nim mohlo dostat ze západu, Byzance nebo Panonské pánve, kde se dlouho udržovali antické tradice.
Mince, či její ekvivalent, byla dávána mrtvých především na Velké Moravě, ale po jejím pádu tento zvyk ustal. Znovu se však objevil na počátku 11. století v Čechách, na Moravě i v Polsku, nejspíše s rozvojem mincovnictví.) I v křesťanském prostředí se pak udržoval až do vrcholného středověku, výjimečně i do novověku. V Rusku a na Slovensku je zvyk zaznamenán ještě v 19. století.